# هيروكي ياماموتو (لاعب اتحاد الرغبي)
هيروكي ياماموتو (باليابانية: 山本浩輝) هو لاعب اتحاد الرغبي ياباني، ولد في 17 نوفمبر 1992 في أوساكا في اليابان.

## وصلات خارجية
- هيروكي ياماموتو على موقع ItsRugby.co.uk (الإنجليزية)